# Cycloprosopus strigifera
Cycloprosopus strigifera là một loài bướm đêm trong họ Noctuidae.